# Evippe (figlia di Dauno)
Evippe (in lingua greca antica Εὐίππη), conosciuta anche come Enippe, Drionna o Ecania,  è un personaggio della mitologia greca e italica. 
Figlia di Dauno, si unì in matrimonio con l'eroe acheo, Diomede, di ritorno dalla guerra di Troia, dopo che approdò in Daunia. Secondo una versione, ebbe due figli dall'eroe, chiamati Diomede e Anfinomo.